# Нгуен, Дастин (художник)
Дастин Нгуен (англ. Dustin Nguyen, род. 1976) — американский художник комиксов вьетнамского происхождения. Также известен как концептуальный дизайнер игр, игрушек и анимационных фильмов.

## Карьера
С 2000 года выполняет работы для компаний DC Comics и WildStorm.
Рисовал обложки для «Jet» Дэна Абнетта, «Бэтмен» Джадда Виника, «Wildcats v3.0» Джо Кейси, «Manifest Eternity» Скотта Лобделла и последних версий «The Authority», «The Authority: Revolution» Эда Брубейкера. Кроме того, выступал в качестве художника арки «Torment» в шести выпусках по «Superman/Batman» Алана Бернета.
С выпуска № 840, Дастин Нгуен становится постоянным художником одного из флагманских комиксов DC Comics «Detective Comics», работая над ним вместе с сценаристом Полом Дини. Их совместная работа над этой серией продолжалась до выпуска № 852, после чего дуэт переключился на серию «Batman: Streets of Gotham». В результате был выпущен 21 номер серии, последний из которых вышел в марте 2011 года.

### Обложки
- Gen-Active[англ.] #4 (Wildstorm, 2001)
- ThunderCats: Dogs of War[англ.] #2 (Wildstorm, 2003)
- Street Fighter #6 (Image, 2004)
- Wildcats v3.0 #17-24 (Wildstorm, 2004)
- Робин #129-131 (DC Comics, 2004)
- Бэтгёрл том 1 #63 (DC Comics, 2005)
- Welcome to Tranquility[англ.] #3 (Wildstorm, 2007)
- Supernatural: Origins #4 (Wildstorm, 2007)
- Friday the 13th: Pamela’s Tale #1-2 (Wildstorm, 2007)
- Necessary Evil #1 (Desperado Publishing[англ.], 2007)
- Friday the 13th: How I Spent My Summer Vacation #1 (Wildstorm, 2007)
- Countdown Presents[англ.]: The Search for Ray Palmer — Gotham by Gaslight[англ.] #1 (DC Comics, 2008)
- Supernatural: Rising Son #1, 3-6 (Wildstorm, 2008)
- DC/Wildstorm: DreamWar[англ.] #4 (Wildstorm, 2008)
- Batman: Streets of Gotham[англ.] #15 (DC Comics, 2009)
- Superman/Batman[англ.] #65 (DC Comics, 2009)
- Superman: World of New Krypton #10 (DC Comics, 2009
- Batman Beyond[англ.] (том 3) #1-6 (DC Comics, 2010 — 2011)
- Telara Chronicles #0 (Wildstorm, 2010)
- Batman Beyond[англ.] (том 4) #1-8 (DC Comics, 2011)
- Бэтгёрл (том 3) #17, 19, 22-24 (DC Comics, 2011)
- Justice League: Generation Lost #14-16, 19-24 (DC Comics, 2011)
- Batman 80-Page Giant #1 (DC Comics, 2011)
- Ген-13 #39 (Wildstorm, 2011)
- Superboy[англ.] #3 (DC Comics, 2011)
- Superman 80-Page Giant #1 (DC Comics, 2011)
- Batman: Gates of Gotham #1-3, 5 (DC Comics, 2011)
- Superman Beyond #0 (DC Comics, 2011)
- Supernatural: The Dogs of Edinburgh #1-6 (DC Comics, 2011 — 2012)
- T.H.U.N.D.E.R. Agents[англ.] (том 4) #3 (DC Comics, 2012)
- Бэтмен (том 2) #7 (DC Comics, 2012)

### Интервью
- Richard Vasseur. Dustin Nguyen: Artist of Superman/Batman and Detective Comics (англ.). Jazma Online (15 октября 2007). Дата обращения: 11 января 2013. Архивировано 28 января 2013 года.
- Sara 'Babs' Lima. 'Batman' Artist Dustin Nguyen Interview! (англ.). Comic Vine (25 января 2010). Дата обращения: 11 января 2013. Архивировано 28 января 2013 года.
- Аудиозапись интервью (англ.) на The Batman Universe
- Видеозапись интервью (англ.) с New York Comic-Con